# Заситино
Заситино (рос. Заситино) — присілок в Себезькому районі Псковської області Російської Федерації.
Населення становить 92 особи. Входить до складу муніципального утворення Муніципальне утворення Сосновий Бор.

## Історія
Від 2015 року входить до складу муніципального утворення Муніципальне утворення Сосновий Бор.

## Населення
| 2001 | 2002 | 2010 |
| ---- | ---- | ---- |
| 78   | ↗81  | ↗92  |